# Моради, Масуд
Масуд Моради (род. 22 августа 1965, Рудсер, Гилян) — судья из Ирана, судил футбольные матчи на Летних Олимпийских играх 2008 года в Пекине.

## Карьера
- 1988—2001 — арбитр Лиги Azadegan (Иран)
- 2001—2010 — арбитр Иранской профессиональной лиги
- арбитр ФИФА с 2000 года[1]
- 9 июня 2004 года в Ташкенте судил матч Узбекистан — Палестина (3:0). Он показал четыре жёлтых карточки, из них три гостям. Матч проходил на стадионе «Пахтакор», на матче присутствовало 35000 зрителях.

Был дисквалифицирован за плохо проведённый матч Катар — ОАЭ. Этот инцидент произошёл в 2007 году на Кубке Азии.